# Succes și putere, 48 de legi pentru a reuși în viață
Succes și putere, 48 de legi pentru a reuși în viață (în engleză The 48 Laws of Power) este o carte de dezvoltare personală scrisă de autorul american Robert Greene și publicată în 1998.

## Context
Robert Greene a început să formuleze ideile pentru carte în timp ce lucra ca scenarist la Hollywood, observând că elitele contemporane împărtășesc trăsături cu figurile istorice fluente. În 1995, Greene lucra la Fabrica, o școală de artă și media, unde l-a întâlnit pe editorul Joost Elffers. Eiffers l-a încurajat să scrie cartea.

## Popularitate
Succes și putere a fost vândută în peste 1,3 milioane de exemplare în SUA și a fost tradusă în 24 de limbi. A devenit populară în rândul celebrităților de la Hollywood.
Personalități ca 50 Cent, Jay-Z, Busta Rhymes și Michael Jackson au făcut referire la carte. 50 Cent a colaborat cu Greene pentru a scrie The 50th Law.
Cartea a fost criticată pentru contradicțiile din legi și lipsa de dovezi care să susțină perspectiva autorului, având exemple izolate, nu cercetare.

## Citate
„Fiecare om își are doza sa de nesiguranță de sine. În clipa când ieși la rampă și începi să-ți etalezi talentul, stârnești resentimente, invidie și destule alte manifestări ale nesiguranței semenilor tăi. Nici nu te poți aștepta la altceva.” - Succes și putere, 48 de legi pentru a reuși în viață..
„Dacă nu avem dușmani care să ne mențină trează vigilența, tindem să lenevim. Un adversar gata de luptă ne ține „în priză”, atenți, pregătiți. Uneori este preferabil să ne folosim de dușmani ca dușmani, fără a-i transforma în prieteni sau aliați”. - Succes și putere, 48 de legi pentru a reuși în viață.

## Legile
1. Nu eclipsa niciodată maestrul.
2. Nu avea încredere prea mare în prieteni, învață să folosești dușmanii.
3. Ascunde-ți intențiile.
4. Spune întotdeauna mai puțin decât este necesar.
5. Apără-ți reputația cu orice preț.
6. Atrage atenția cu orice preț.
7. Determină pe alții să facă munca pentru tine, dar culege tu laurii.
8. Fă-i pe alții să vină la tine – folosește o momeală dacă este necesar.
9. Câștigă prin acțiuni, nu prin argumente.
10. Evitați oamenii nefericiți și ghinioniști.
11. Fă-i pe ceilalți să depindă de tine.
12. Folosește onestitatea și generozitatea selectivă pentru a dezarma victima.
13. Când ceri ajutor, apelează la interesul personal, nu la milă.
14. Pozează ca un prieten, lucrează ca un spion.
15. Distruge complet inamicul.
16. Folosește absența pentru a crește respectul și onorarea.
17. Menține-i pe alții în suspans: Cultivă o aură de imprevizibilitate.
18. Nu construi ziduri; izolează-ți dușmanii, nu pe tine.
19. Cunoaște cu cine ai de-a face – nu răni oamenii nepotriviți.
20. Nu te angaja în nimic.
21. Joacă rolul de prost pentru a prinde un prost – arată-te mai naiv decât ești.
22. Folosește strategia de retragere pentru a păcăli inamicul.
23. Concentrează-ți forțele.
24. Joacă rolul de curtean perfect.
25. Re-creează-te mereu.
26. Menține mâinile curate.
27. Creează un cult în jurul tău.
28. Acționează cu îndrăzneală.
29. Planifică până la final.
30. Fă-ți realizările să pară ușoare.
31. Controlează opțiunile: fă-i pe ceilalți să joace cu cărțile tale.
32. Joacă pe dorințele și visele oamenilor.
33. Descoperă punctul slab al fiecăruia.
34. Comportă-te regal pentru a fi tratat regal.
35. Stăpânește arta sincronizării.
36. Disprețuiește ceea ce nu poți avea: ignorarea este cea mai bună răzbunare.
37. Creează spectacole captivante.
38. Gândește cum vrei, dar comportă-te ca ceilalți.
39. Agită apele pentru a prinde pește.
40. Disprețuiește prânzul gratuit: plătește pentru orice.
41. Evita să pășești în urmele unui om mare.
42. Lovește păstorul și turma se va risipi.
43. Omoară-i pe cei ce folosesc lingușirea.
44. Dezarmează și irită cu efectul de oglindă.
45. Predică necesitatea schimbării, dar nu schimba prea mult odată.
46. Nu te arăta niciodată prea perfect.
47. Nu depăși ținta propusă – învață când să te oprești.
48. Asumă-ți schimbările și adoptă-le.